# Хардинг, Дэниел
Дэниел Хардинг (англ. Daniel Harding, род. 31 августа 1975, Оксфорд) — английский дирижёр и трубач.

## Биография
Учился в музыкальной школе играть на трубе, с 13 лет выступал с Национальным юношеским оркестром. В 17 лет создал группу энтузиастов для исполнения Лунного Пьеро Шёнберга, любительскую запись послал Саймону Рэттлу, после чего Рэттл пригласил его своим ассистентом в Бирмингемский симфонический оркестр (1993—1994). Затем Хардинг поступил в Кембридж, но после года учёбы его пригласил к себе ассистентом в Берлинский филармонический оркестр Клаудио Аббадо. В дальнейшем Хардинг был музыкальным директором Тронхеймского симфонического оркестра (1997—2000), Немецкого камерного филармонического оркестра г. Бремен (1999—2003), Малеровского камерного оркестра (с 2003). В 2004 и 2006 годах — главный приглашённый дирижёр Лондонского симфонического оркестра, с 2007 года — главный дирижёр Симфонического оркестра Шведского радио. В 1998 году дирижировал на фестивале в Экс-ан-Провансе моцартовским Дон Жуаном в постановке Питера Брука, в 2005 году в миланском Ла Скала — моцартовской же оперой Идоменей в постановке Люка Бонди, заменив за пультом Рикардо Мути.

## Репертуар
В репертуаре Хардинга — европейская опера от Моцарта до Бриттена. Таков же диапазон исполняемых им симфонических произведений — от немецких романтиков до Лютославского, Такэмицу и Тёрнеджа.

## Признание
Премия Рольфа Шока (1998), премия Граммофон (2003), премия Франко Аббьяти (2011) и другие награды. Кавалер французского ордена искусств и литературы.

## Интересные факты
Хардинг — страстный болельщик Манчестер Юнайтед.